# Rhipicera reichei
Rhipicera reichei is een keversoort uit de familie Rhipiceridae. De wetenschappelijke naam van de soort is voor het eerst geldig gepubliceerd in 1843 door Guérin-Méneville.